# West Harrow (metrostation)
West Harrow is een station van de metro van Londen aan de Metropolitan Line. Het metrostation, dat in 1913 is geopend, ligt in de wijk Harrow.

## Geschiedenis

### Harrow & Uxbridge
In 1897 werd de Harrow & Uxbridge Railway opgericht om Uxbridge per spoor te verbinden met de Metropolitan Railway (MR), de latere Metropolitan Line, en daarmee met de binnenstad. Begin 20e eeuw waren de woonwijken langs de lijn er nog niet, zodat alleen bij het dorp Ruislip een tussenstation kwam. Op 4 juli 1904 werden de lijn tussen Roxborough Road en Uxbridge plus de twee stations geopend. Aanvankelijk werd de lijndienst verzorgd door stoomtreinen. In 1905 werd de spoorlijn geëlektrificeerd en kwamen er elektrische metrostellen. In 1906 werd de lijn overgenomen door de MR, die toch al de elektrische diensten verzorgde, waarmee het de Uxbridgetak van de MR werd. Op 17 november 1913 werd aan de lijn, ten behoeve van de inmiddels wel aanwezige klanten in de nieuwbouwwijken, station West Harrow geopend.

### Metroland
Voor het gebied ten noordwesten van Londen had de reclame-afdeling van MR in 1915 de naam Metroland bedacht voor potentiële woonwijken rond haar lijnen. Na de Eerste Wereldoorlog kwam de bouw van grootschalige tuinsteden rond Londen echt opgang, hetgeen aanleiding was om ook langs de Uxbridgetak extra stations te bouwen. In 1923 werden de Britse spoorwegen gegroepeerd in vier grote bedrijven, waarvan de LNER een groot deel van de voorstadsdiensten in het noordoosten in handen had. De eigenaar van zowel de DR als de Piccadilly Line wilde de laatste zowel aan de oost- als aan de westkant verlengen, maar de rechtsvoorgangers van LNER hadden daarvoor een parlementair verbod gekregen omdat ze bang waren dat de metro klanten van hun stoomdiensten zou afsnoepen. In 1925, toen bleek dat LNER de elektrificatie van haar lijnen niet kon bekostigen, werd het verbod opgeheven. In 1929 begon de verlenging van de Piccadilly Line aan de oostkant en aan de westkant werd de District tak naar Uxbridge vernieuwd omdat deze als westelijke deel van de Piccadilly Line zou gaan fungeren. 

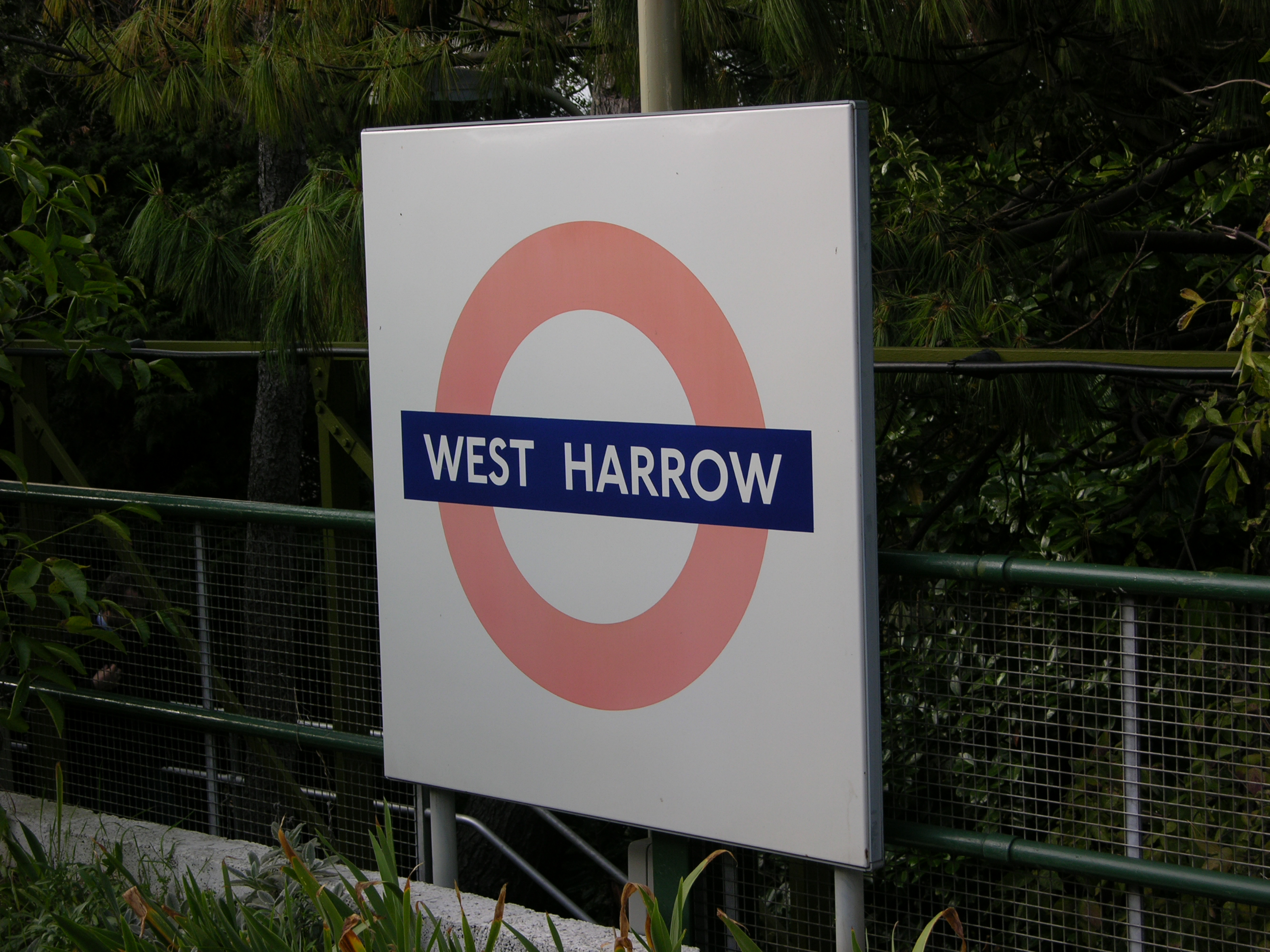
Roundel
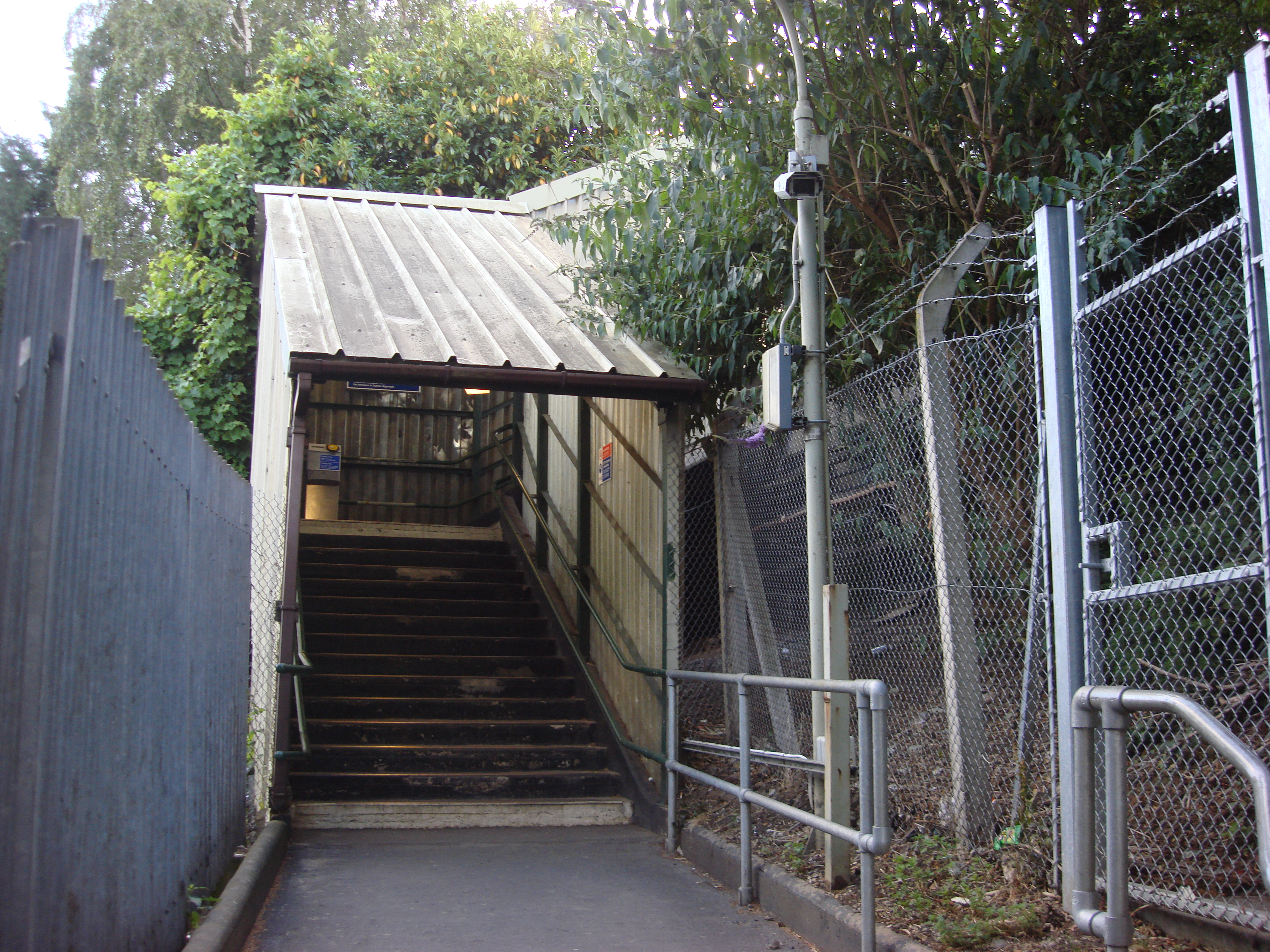
De toegangstrap aan de zuidkant
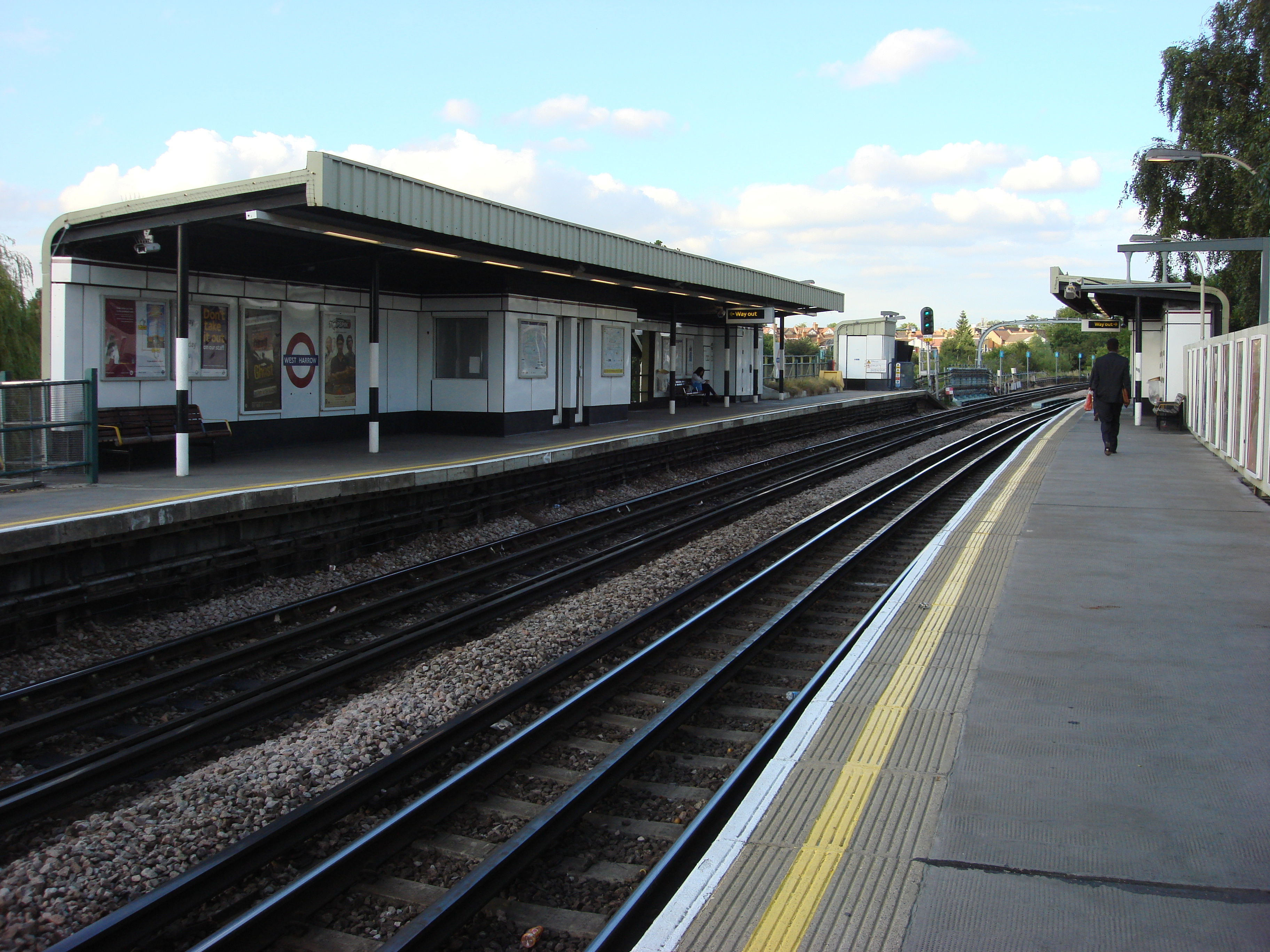
Een blik naar het oosten vanaf het zuidelijke perron

### London Transport
In juli 1933 werd het OV in Londen genationaliseerd zodat alle metrobedrijven in een hand kwamen. Op 23 oktober 1933 werd de dienstregeling van de District Line overgenomen door de Piccadilly Line. Omdat Rayners Lane ten westen van West Harrow ligt is dat het enige station op de Uxbridgetak dat alleen wordt bediend door de Metropolitan Line.

## Reizigersdienst
Het station ligt waar de lijn The Gardens kruist vlak ten noorden van Vaughan Road. Het stationsgebouw staat aan de noordkant van de spoordijk en is met een vaste trap verbonden met het perron richting het centrum. In het stationsgebouw zijn OV-poortjes, het perron voor de andere richting is echter met een vaste trap rechtstreeks met de straat verbonden zonder enige kaartcontrole. De Metropolitan Line is de enige lijn met sneldiensten die op de Uxbridgetak alleen rijden in de ochtendspits (06:30 tot 09:30) van maandag tot vrijdag. Deze semi-snelle metro's stoppen niet bij Northwick Park, Preston Road en Wembley Park.
De normale dienst tijdens daluren omvat:
- 8 ritten per uur naar Aldgate (alle stations)
- 8 ritten per uur naar Uxbridge

De dienst tijdens de ochtendspits omvat:
- 2 ritten per uur naar Aldgate (semi-snel)
- 4 ritten per uur naar Aldgate (alle stations)
- 4 ritten per uur naar Baker Street (alle stations)
- 10 ritten per uur naar Uxbridge

De dienst tijdens de avondspits omvat:
- 7 ritten per uur naar Aldgate (alle stations)
- 3 ritten per uur naar Baker Street (alle stations)
- 10 ritten per uur naar Uxbridge